# 余家镇
余家镇，是中华人民共和国重庆市万州区下辖的一个乡镇级行政单位。

## 行政区划
余家镇下辖以下地区：
老街社区、岔路口社区、关龙场社区、邵家场社区、回龙场社区、关龙村、桥亭村、铁炉村、硝水村、万安村、柏桐村、安平村、九龙村、饶家村、余家村、凤池村、五一村、三河村、李垭村、回龙村、钟楼村、同心村、张河村、千银村和邵家村。